# Germaine Gallois
Pour les articles homonymes, voir Gallois (homonymie).
Marthe Jeanne Clémence Gallais dite Germaine Gallois, née le 26 février 1869 à Paris 10e et morte le 18 décembre 1932 à Paris 8e, est une chanteuse et comédienne française.

## Biographie
Elle naît le 26 février 1869 dans le 10e arrondissement de Paris.
Décédée des suites d'une longue maladie à l'âge de 63 ans, elle était depuis février 1917 veuve du comédien et chanteur d'opérette Guillaume Guy (1857-1917).

## Carrière

### Spectacles
- Voyages dans Paris, première représentation au Théâtre de la Porte Saint-Martin, à Paris, en 1891[4].
- Les Marionnettes de l'année, première représentation au Théâtre de la Renaissance, à Paris, en 1891[4].
- La Dot de Brigitte, opérette en 3 actes, livret de Paul Ferrier, Antony Mars, musique de Victor Roger, Gaston Serpette, avec Juliette Simon-Girard (Brigitte), Félix Huguenet (le colonel), Germaine Gallois (Hortense), première représentation : Théâtre des Bouffes-Parisiens, 6 mai 1895.
- Ninette, opéra-comique en 3 actes, livret de Charles Clairville, musique de Charles Lecocq, avec Germaine Gallois (Ninon de Lenclos), Piccaluga (Cyrano), première représentation : Théâtre des Bouffes-Parisiens, 28 février 1896.
- L'Œil crevé, opéra-bouffe en 3 actes, texte d'Hector Crémieux, musique d'Hervé, avec Germaine Gallois, Gabrielle Méaly, Théâtre des Variétés, 18 avril 1896.
- Monsieur Lohengrin, opérette en 3 actes, livret de Fabrice Carré, musique d'Edmond Audran, avec Hittemans (Billemote), Charles Lamy (Boussard), Germaine Gallois (Cécile Blandin), première représentation : Théâtre des Bouffes-Parisiens, 30 novembre 1896.
- Le pompier de service, première représentation au Théâtre des Variétés à Paris, en 1897[4].
- Paris qui marche, revue d'Hector Monréal et Henri Blondeau, musique d’Henri Chatau[note 1], avec pour partenaire Juliette Méaly, Rose Demay, Ève Lavallière, Amélie Diéterle, Émilienne d’Alençon et Suzanne Derval, au théâtre des Variétés, 31 octobre 1897[5],[6],[7],[8].
- Les petites Barnett, première représentation au Théâtre des Variétés à Paris, en 1898[4].
- La Fille de Madame Angot, opérette en 3 actes, texte de Clairville, Paul Siraudin, Victor Koning, musique de Charles Lecocq, avec Jeanne Saulier (Clairette), Germaine Gallois (Mademoiselle Lange), Théâtre des Variétés, 5 octobre 1904.
- Pâris ou Le bon juge, opérette en 2 actes, livret de Robert de Flers, Gaston Arman de Caillavet, musique de Claude Terrasse, costumes de Landolf, avec Charles Lamy (Pâris), Germaine Gallois (Vénus), Alice Bonheur (Glycère), première représentation : Théâtre des Capucines, 1er mars 1906[9],[10],[11],[note 2].
- La Revue du centenaire, revue à grand spectacle en 3 actes de Paul Gavault, Pierre-Louis Flers et Eugène Héros, Théâtre des Variétés[12].
- Geneviève de Brabant, opéra-féerie en trois actes, paroles de Hector Crémieux et Étienne Tréfeu; musique de Jacques Offenbach, le 21 février 1908 au Théâtre des Variétés[13].
- Un petit trou pas cher, comédie en un acte de Yves Mirande et Henri Caen, Comédie Royale, 12 mars 1909.
- Mozart, comédie musicale en trois actes de Sacha Guitry, musique de Reynaldo Hahn, théâtre Édouard VII, Germaine Gallois (Madame d'Epinay), 1925, reprise à Londres en juin 1926[14].

### Œuvres musicales

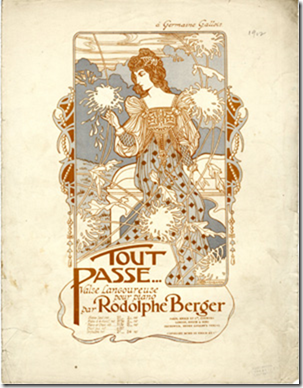
Partition de la valse « Tout passe », par Rodolphe Berger ; illustrateur : Richard Barabandy (1842-1902). Une inscription « à Germaine Gallois » se lit au-dessus de l'illustration.

- « Ce que l'on rêve », de Rodolphe Berger, avec Germaine Gallois comme chanteuse ; dont un enregistrement en 1902[4].
- « Amoureuse », de Rodolphe Berger, 3 éditions entre 1905 et 1906[15].
- « Sourire d'avril », de Maurice Depret, avec Germaine Gallois comme chanteuse[4] ; 3 éditions en 1906[15].
- « Griserie de caresses », de Germaine Gallois (auteure et interprète), éditée à New-York par Columbia en 1906[15].
- « Tout passe », de Rodolphe Berger, avec Germaine Gallois comme chanteuse[4] ; 5 éditions en 1906[15] ; un enregistrement édité en 1996[4].
- « 1900-1920 » avec Germaine Gallois comme chanteuse ; enregistrement édité en 2000[4].

## Galerie

Affiche de Germaine Gallois à la Scala par Maurice Biais
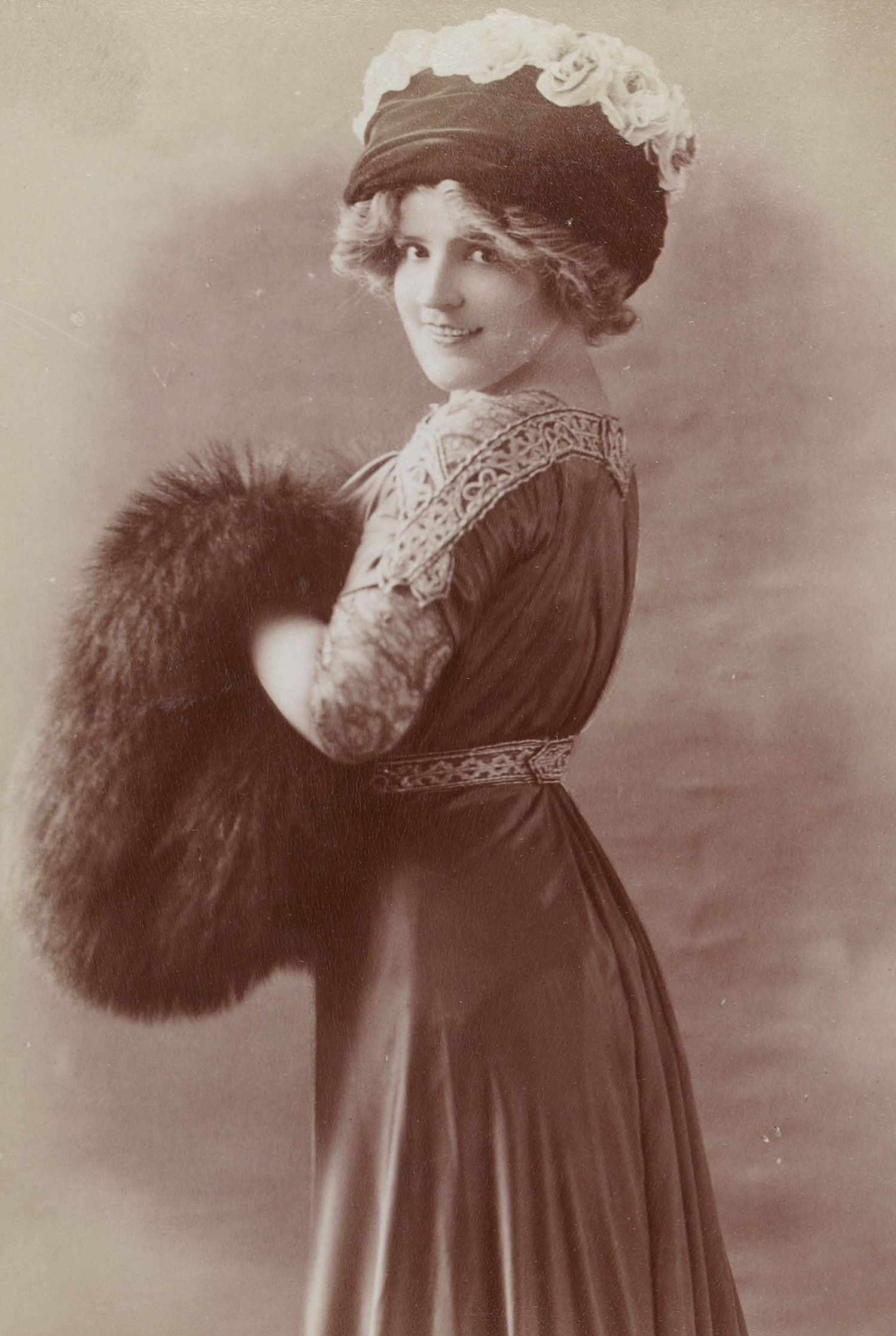
Germaine Gallois par Jean Reutlinger
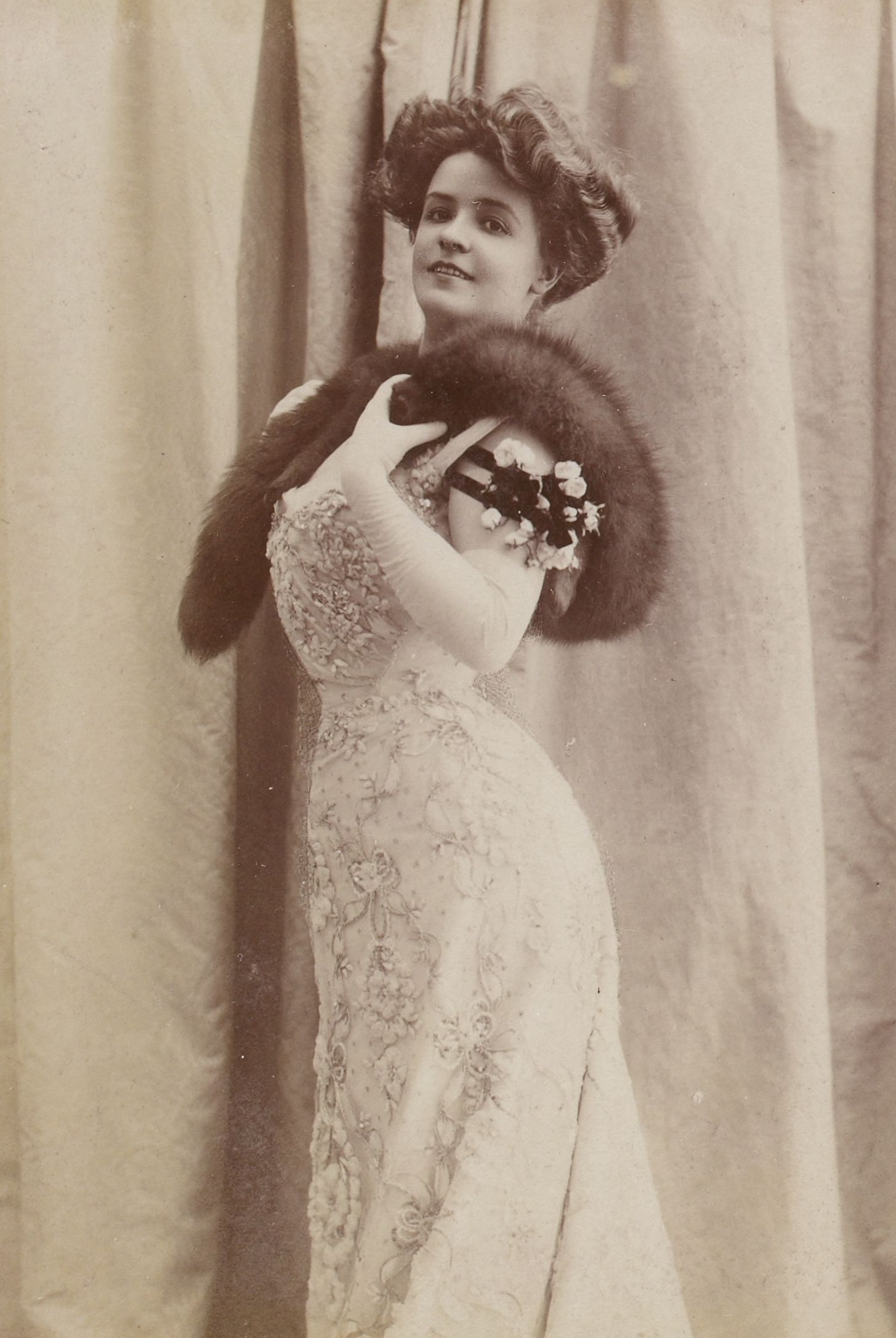
Germaine Gallois par Jean Reutlinger
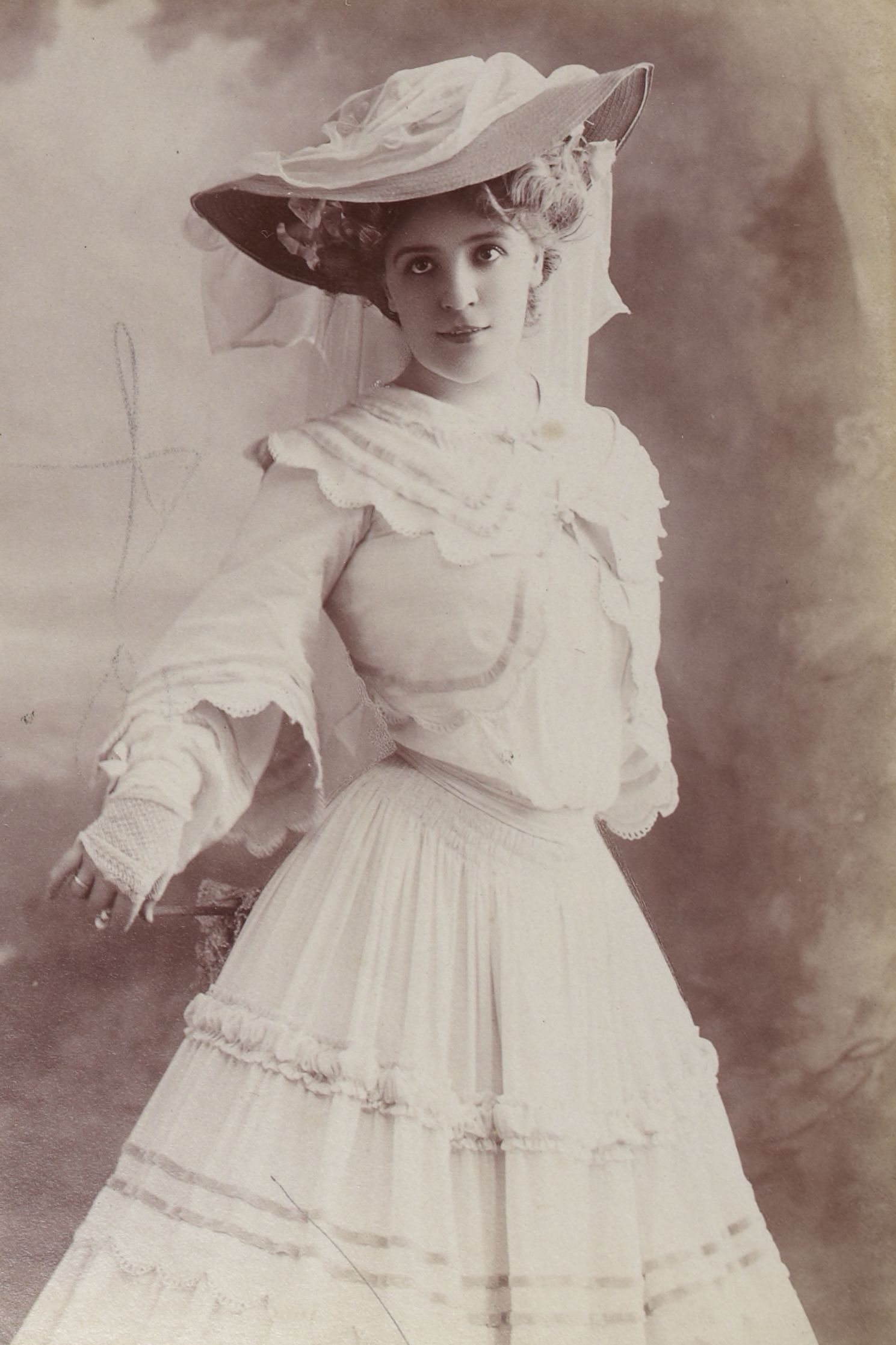
Germaine Gallois par Jean Reutlinger